# General Villegas Airport
General Villegas Airport är en flygplats i Argentina.   Den ligger i provinsen Buenos Aires, i den centrala delen av landet, 400 km väster om huvudstaden Buenos Aires. General Villegas Airport ligger 118 meter över havet.
Terrängen runt General Villegas Airport är mycket platt. Närmaste större samhälle är General Villegas, 3,8 km söder om General Villegas Airport.
Trakten runt General Villegas Airport består till största delen av jordbruksmark. Runt General Villegas Airport är det mycket glesbefolkat, med 4 invånare per kvadratkilometer.